# José Hurtado de Chaves
José Hurtado de Chaves y Enríquez del Castillo (* Chancay, Cajamarca, 7 de marzo de 1632 - † Lima, 31 de marzo de 1687) fue un noble terrateniente criollo en el Virreinato del Perú. I Conde de Cartago.

## Biografía
Fueron sus padres el capitán Baltasar Hurtado del Águila, oriundo de Toledo, y la dama chachapoyana Magdalena Enríquez del Castillo y Chaves, hija del gobernador Álvaro Enríquez del Castillo. Ante la muerte de su hermano mayor, Baltasar, heredó el mayorazgo de Hurtado que incluía las haciendas de San Antonio de Chancay y Cartago, con 6.000 pesos de renta anual. Asimismo obtuvo el cargo de alguacil mayor de Cajamarca. Debido a la contribución de 30.000 pesos de a ocho reales, sufragados para la defensa y fortificación de Portobelo y costas occidentales de los territorios de la Real Audiencia de Panamá, el virrey Duque de la Palata le concedió el título de Conde de Cartago, recibiendo la confirmación real de Carlos II, el 31 de diciembre de 1686.

## Matrimonio y descendencia
Contrajo matrimonio con la dama chalaca Catalina de Quesada Sotomayor, con la que tuvo a:
- Sebastiana Hurtado de Quesada, casada con Gaspar de Perales y Saavedra, heredera del Condado y a cuya descendencia pasará.
- Magdalena Hurtado de Quesada, casada con Diego Eustaquio de Carvajal y Vargas, en cuya descendencia caerá el cargo de Correo Mayor de Indias.
- Juan Hurtado de Chaves, sin sucesión.
- Baltasar Hurtado de Chaves y Quesada, II Conde de Cartago.